# Comtat de Sligo
El comtat de Sligo (gaèlic irlandès Sligeach) és un comtat de la província de Connacht (República d'Irlanda). El nom del comtat, en gaèlic, vol dir "lloc abundant en cloïsses".
El poeta irlandès William Butler Yeats va passar-hi força temps, i va inspirar part de la seva obra a l'illa d'Inisfree, dins el llac Gill. També la banda de pop Westlife és originària de la seva capital.

## Geografia física
Zona de gran bellesa paisatgística, com el Llac (Lough) Gill amb el bosc de Hazelwood, el Llac Arrow, els pujols de Ben Bulben, i Knocknarea on es troba la tomba megalítica de la famosa reina Maeve (Maedhbh) i platges freqüentades per surfistes de tota l'illa.

## Ciutats del comtat
- Achonry, Aclare
- Ballinafad, Ballymote, Ballysadare, Beltra
- Carney, Carrickbanagher, Castlebaldwin, Cliffony, Cloonacool, Collooney, Coolaney,
- Dromore West, Drumcliffe
- Easkey
- Gurteen, Grange
- Inishcrone
- Kilglass, Knocknahur
- Monasteraden, Mullaghmore
- Rathbraughan, Riverstown, Rosses Point

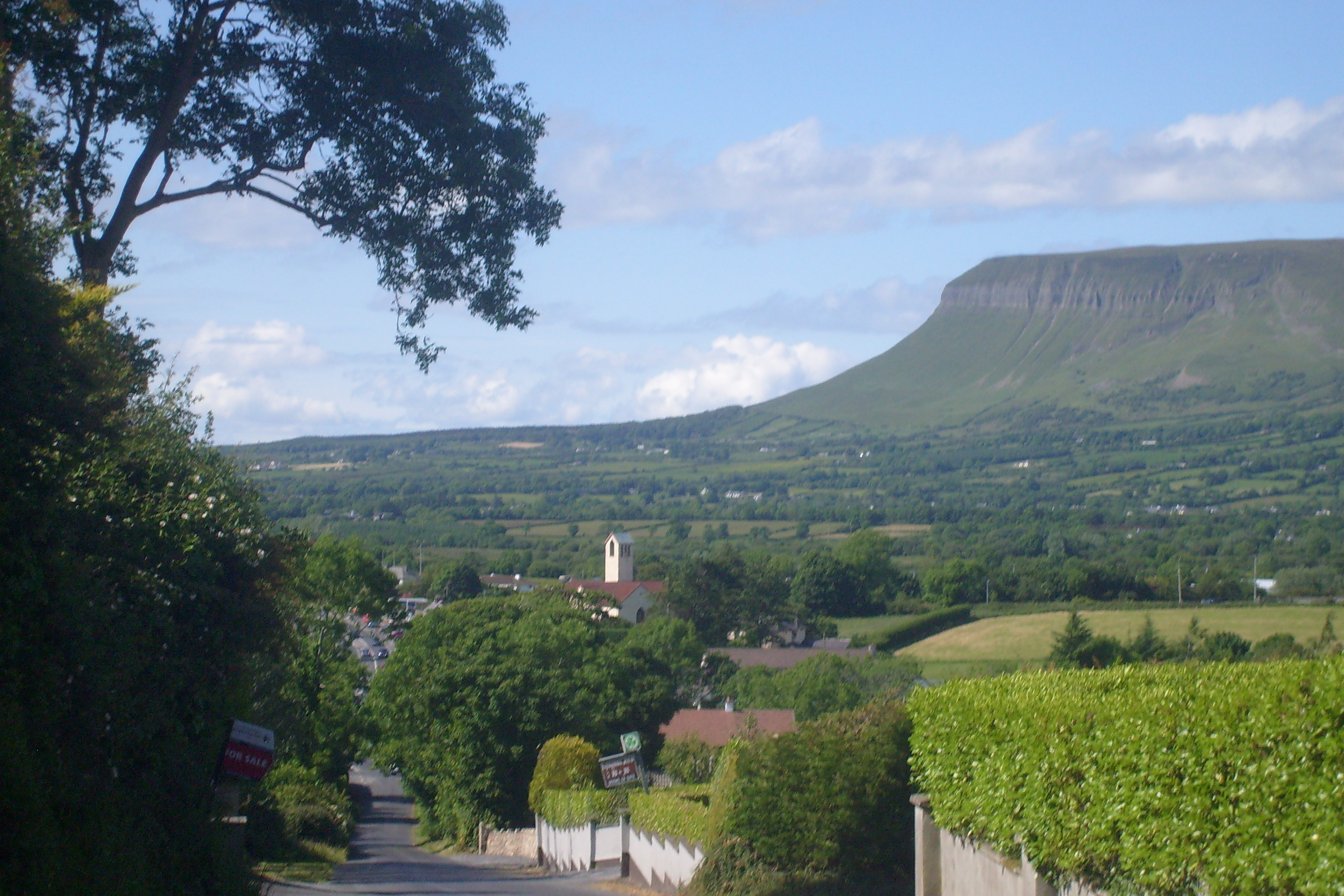
Sligo i elBen Bulben.

- Skreen, Strandhill, Sligo
- Toorlestraun, Tubbercurry

## Economia
A causa d'avantatges impositius habilitats per l'estat irlandès a partir del començament del pròsper període del Tigre Cèltic amb la finalitat d'equilibrar el desenvolupament de les regions més empobrides del nord-oest amb el de la resta del país, des de 2003 d'ara endavant, el comtat de Sligo ha sofert un dels desenvolupaments més ràpids de la seva història. El govern irlandès li ha atorgat l'estatus de "Gateway City" o "ciutat-pòrtic" a la ciutat de Sligo, per a tota zona del nord del Connaught i això s'ha plasmat en grans projectes immobiliaris i urbanístics engegats a la Ciutat, canviant el rostre d'un comtat més conegut a nivell nacional per la duresa de les seves condicions climàtiques i el seu aire camperol, que per la seva impressionant bellesa natural.

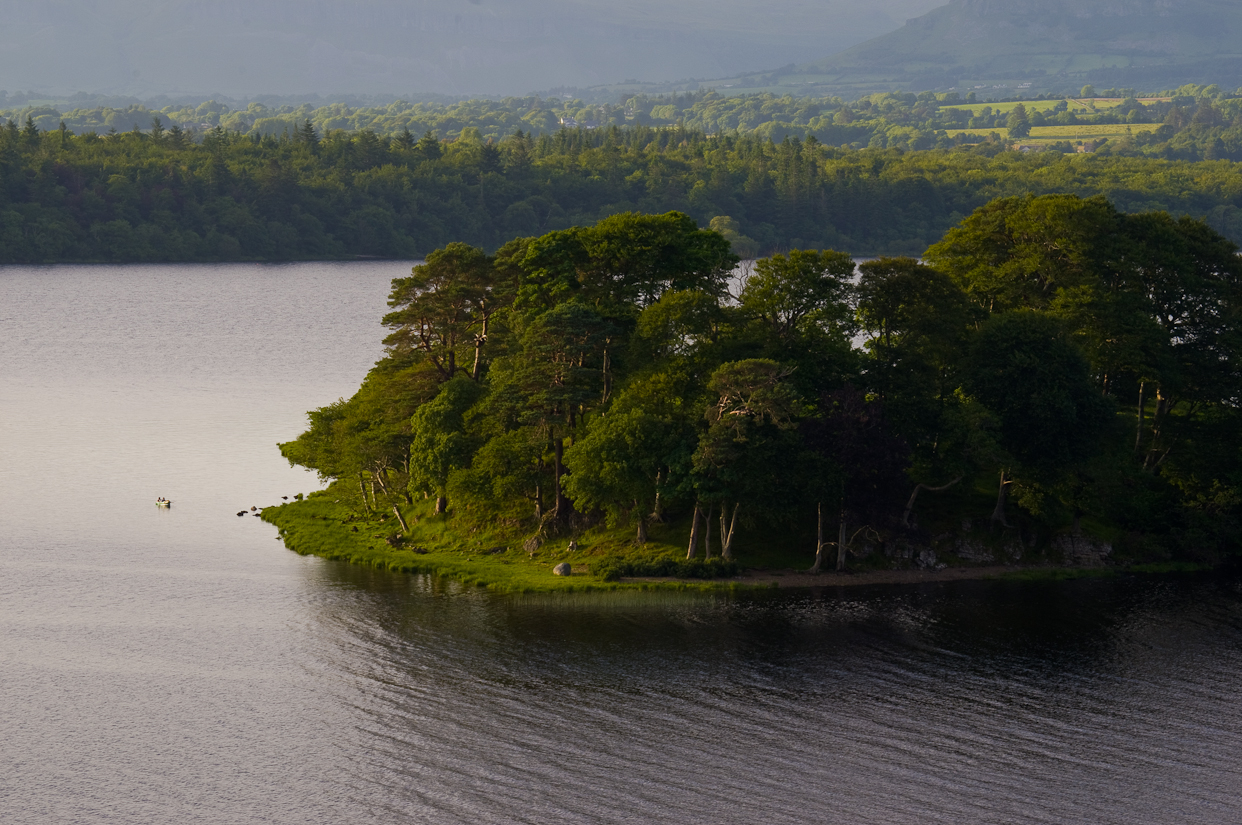
Illa de Beezie, Lough Gill

## Història
Sligo va ser centre de moltes llegendes cèltiques en l'antiguitat, algunes d'aquestes són:
- La reina Maeve de Connacht, enterrada segons la llegenda a Knocknarea o Cnóc na Rí, el turó del Rei (o la Reina) en gaèlic.
- Gráinne, Diarmait O Duidhne i Fionn Mac Cumhaill i el senglar encantat del turó Benbulben.
- Knocknashee, Cnóc na Sé o el turó de les Fades, prop de Tubbercurry.
- La caverna de Cormac MacAirt, un del Reis més famosos de l'antiga Irlanda, en el pujol Keshcorran, prop de Keash, al sud-est del Comtat.

Al seu territori s'hi troba el cementiri megalític de Carrowmore que és relacionat amb el cementiri megalític de Carrowkeel, a les Muntanyes Ox al sud del comtat, vora la península Cuil Irra. El comtat es va formar el 1585 amb les fronteres de la senyoria d'Ó Conchobhair Sligigh del baix Connacht (Íochtar Connacht).
En 1588 i després de la derrota de l'Armada Invencible espanyola, els galeons Santa María de la Visión, Julianía i La Lavia van encallar a la platja de Streedagh, prop de Grange, al nord de Sligo. Francisco de Cuéllar, un dels seus capitans, va aconseguir sobreviure i juntament amb altres supervivents, van arribar caminant a Derry, on va aconseguir embarcar-se de tornada a Espanya després d'un viatge accidentat. El recorregut fet per De Cuéllar ha estat retraçat i avui és una de les atraccions turístiques de la zona.
La ciutat de Sligo va ser un dels ports més desenvolupats en la Irlanda del segle xix i per aquesta raó i a causa de la pobresa de la regió, seria un dels més usats per la gran quantitat d'emigrants que van sortir de l'oest de l'Illa (s'estima que sortien prop de 10.000 persones per any), escapant de la Gran Fam de mitjan segle xix, cap a Amèrica, Austràlia, Nova Zelanda i Sud-àfrica. Existeix al comtat un museu destinat a conservar la memòria d'aquest fet.